# Río Malleo
El río Malleo (en mapudungum: Lugar gredoso) es un curso de agua que se encuentra ubicado en el departamento Huiliches de la provincia del Neuquén, Argentina.
Se puede acceder al río a través de la ruta provincial N.º 23, la cual nace de la ruta nacional N.º 234 a cinco km de la localidad de Junín de los Andes.

## Curso
El río nace en el lago Tromen en la Cordillera de los Andes, descendiendo con dirección oeste - este hasta desembocar en el río Aluminé por la margen oeste.
Su curso se divide en:
- Malleo arriba o superior (desde la boca del Lago Tromen hasta el puente internacional que lleva al Paso Tromen).
- Malleo medio (entre el puente internacional que lleva a Paso Tromen y el puente que nos lleva a la ciudad de Aluminé).
- Malleo abajo o inferior (entre el puente que lleva a la ciudad de Aluminé y la desembocadura del Malleo en el Río Aluminé).

## Aprovechamiento
El río es apreciado para la práctica de la pesca con mosca y se obtienen trucha arco iris, y trucha fontinalis.